# Far Forest
Far Forest – wieś w Anglii, w hrabstwie Worcestershire. Leży 9,9 km od miasta Kidderminster, 23,3 km od miasta Worcester i 185 km od Londynu. W 2016 miejscowość liczyła 639 mieszkańców.